# Cervo Negro
Cervo-Negro (Hehaka Sapa) (Nascimento-Dezembro 1863 Morte – Agosto  17 ou Agosto 19, 1950 (fontes divergem) foi um famoso Wichasha Wakan (Pajé ou Xamã) dos Oglala Lakota (Sioux). Ele era primo em segundo grau de Cavalo Louco. Cervo-Negro participou, com a tenra idade de 20 anos, na batalha de Little Big Horn em 1876, e foi ferido seriamente no massacre étnico ocorrido no Wounded Knee em 1890.
Cervo-Negro casa-se então com sua esposa, Katie War Bonnett, em 1892. Ela se tornou uma católica, e todos os seus três filhos foram batizados. Depois da morte dela em 1903, Cervo Negro também aceita o batismo, tomando por nome cristão Nicolas Cervo-Negro, e continua a servir como líder espiritual do seu povo, não vendo nenhuma contradição na aceitação de ambas designações de um Ser Supremo, na cristandade Deus-Pai e na cultura sioux Wanka Tanka (Grande Espírito). Ele volta a se casar novamente em 1905 com Anna Brings White, uma viúva com duas filhas. Ela trouxe-lhe outros três filhos, e continuou sua esposa até sua morte em 1941.
No fim de sua vida, Cervo Negro revelou a história de sua vida assim como também um número considerável dos sagrados rituais sioux para John Neihardt e Joseph Epes Brown para publicação causando grande interesse no público. Cervo Negro também era conhecido por ter diversas visões nas quais ele encontrava-se com o espírito que guiava o universo.